# Chaulistomella
Chaulistomella e um alimentador de suspensão que faz parte da ordem                                                                  
Orthida e da familia Plaesiomydae

## Classificação
Descrito em 1996 Por Cooper fazendo parte da Subfamilia Plaesiomynae Schuschert 1913 Foi descrita ainda em 2000 Por Williams et al E Por Sepkoski em 2002

## Fosseis
Podem ser encontrados nos Estados unidos Canadá China e Reino unido
- †Chaulistomella crassa
- †Chaulistomella retangulata
- †Chaulistomella magna
- †Chaulistomella nitens